# Katarina Eckerberg
Elsa Katarina Eckerberg, född 14 december 1953, är professor i statsvetenskap, med inriktning mot offentlig förvaltning, vid Umeå universitet.
Eckerberg disputerade vid Statsvetenskapliga institutionen vid Umeå universitet 1987 med avhandlingen "Environmental protection in Swedish forestry : a study of the implementation process", och har därefter forskat och undervisat i miljöpolitik och hållbar utveckling. Forskningen innefattar miljöpolitiska styrmedel och implementeringsprocesser på lokal, nationell och internationell nivå.
Eckerberg är sedan starten 1 januari 2018 ledamot av det oberoende expertorganet Klimatpolitiska rådet.

## Publikationer (i urval)
- Eckerberg, Katarina; Wide Jessika (2001) (på engelska). The nature of rural development: the case of Sweden. Forskningsrapport / Umeå universitet, Statsvetenskapliga institutionen, 0349-0831 ; 2001:1. Umeå: Univ., Department of Political Science. Libris 3286977
- Edström, Charlotta; Eckerberg Katarina (2002). Svenska kommuners arbete med Agenda 21: en jämförelse över tid. Stockholm. Libris 8526586
- ”Vad kan ett naturvetenskaplig perspektiv bidra med i studiet av miljöpolitik?: Om samarbete och konkurrens i miljöforskningen”. Statsvetenskaplig Tidskrift (Lund) 112 (5):  sid. 269-279. 2010. ISSN 0039-0747. urn:nbn:se:umu:diva-39451. Läst 2 april 2017.
- Anshelm, Jonas; Danielsson, Marianne; Eckerberg, Katarina (10 maj 2014). ”Bannlys alla politiska beslut som ger mer klimatutsläpp”. Dagens Nyheter. Arkiverad från originalet. urn:nbn:se:umu:diva-89318. Läst 2 april 2017.